# The Beautiful Dark of Life
The Beautiful Dark of Life es el noveno álbum de estudio de la banda estadounidense de metalcore Atreyu. Fue lanzado el 8 de diciembre de 2023 a través de Spinefarm Records y fue producido por John Feldmann. El álbum contiene todas las pistas de tres EPs de cuatro pistas lanzados a principios de año junto con tres pistas nuevas; "Dancing with My Demons", "Insomnia" y la canción principal. El álbum recibió críticas mixtas a positivas por parte de los críticos musicales.

## Antecedentes y promoción
El 17 de abril de 2023, Atreyu lanzó un EP titulado The Hope of a Spark. Se lanzaron dos sencillos y vídeos musicales por adelantado para el EP; "Drowning" el 30 de enero y "Watch Me Burn" el 17 de marzo. El 18 de agosto, la banda lanzó un segundo EP, The Moment You Find Your Flame, y reveló que se lanzarían una serie de EP en 2023, en los que todos las canciones terminarían en The Beautiful Dark of Life, cuyo lanzamiento estaba previsto para finales de año. Un sencillo del EP, "Gone", se lanzó el 7 de julio. El tercer y último EP de la serie, A Torch in the Dark, se lanzó el 3 de noviembre. Un sencillo del EP, "Come Down", se lanzó en diciembre. 1. El día que se lanzó A Torch in the Dark, se reveló que The Beautiful Dark of Life se lanzaría el 8 de diciembre.

## Lista de canciones
Todas las canciones escritas y compuestas por Daniel Jacobs, Porter McKnight, Travis Miguel, Kyle Rosa y Brandon Saller, con escritores adicionales notados.. 
| N.º | Título                               | Duración |  |
| 1.  | «Drowning»                           | 2:45     |  |
| 2.  | «Insomnia»                           | 3:37     |  |
| 3.  | «Capital F»                          | 2:34     |  |
| 4.  | «God/Devil»                          | 3:00     |  |
| 5.  | «Watch Me Burn»                      | 3:35     |  |
| 6.  | «Good Enough»                        | 3:17     |  |
| 7.  | «Dancing with My Demons»             | 3:14     |  |
| 8.  | «Gone»                               | 3:44     |  |
| 9.  | «I Don't Wanna Die»                  | 3:39     |  |
| 10. | «Immortal»                           | 3:10     |  |
| 11. | «(i)»                                | 3:05     |  |
| 12. | «Death or Glory» (con Sierra Deaton) | 4:14     |  |
| 13. | «Forevermore»                        | 2:57     |  |
| 14. | «Come Down»                          | 4:00     |  |
| 15. | «The Beautiful Dark of Life»         | 3:09     |  |

## Personal
Atreyu
- Brandon Saller - voces limpias, guitarras adicionales, teclados, piano, programación
- Dan Jacobs - guitarra solista
- Travis Miguel - guitarra rítmica
- Marc "Porter" McKnight - voz y bajo sucios
- Kyle Rosa - batería, percusión

Voces adicionales
- Sierra Deaton – Voz adicional en "Death or Glory"